# Santa Maria da Assunção e São José em Primavalle (título cardinalício)
Santa Maria da Assunção e São José em Primavalle é um título cardinalicio estabelecido pelo Papa Francisco em 7 de dezembro de 2024. A igreja titular deste título é a igreja de Santa Maria Assunta e San Giuseppe in Primavalle.

## Titulares protetores
- Baldassare Reina (desde 2024)